# Dirimpınar, Malazgirt
Dirimpınar là một xã thuộc huyện Malazgirt, tỉnh Muş, Thổ Nhĩ Kỳ. Dân số thời điểm năm 2011 là 289 người.